# Котка (остров)
Котка (Коткансаари, фин. Kotkansaari — «орёл») — крупный остров в юго-восточной Финляндии. Расположен в Финском заливе Балтийского моря у устья реки Кюмийоки, к западу от города Хамина (Фредриксгамн), к северо-западу от островов Кутсало и Кирконма, близ границы с Россией. На острове расположен центр города Котка. Административно относится к общине Котка в области Кюменлааксо.

## История
Между островами Котка и Кутсало расположен замечательный в историческом отношении пролив Свенсксунд (швед. Svensksund — Шведский пролив) или Руотсинсальми. По Абоскому миру 1743 года российско-шведская граница была установлена по реке Кюмийоки. Пролив был ареной двух сражений русско-шведской войны (1788—1790). 13 (24) августа 1789 года здесь состоялось первое Роченсальмское сражение. 86 русских кораблей атаковали 62 корабля и 24 транспорта шведов и победили. 28 июня (9 июля) — 29 июня (10 июля) 1790 года состоялось второе Роченсальмское сражение, в котором победили шведы. На острове Куусинен к востоку от острова Котка установлен памятник с надписью «Российским морякам, погибшим в Роченсальмских сражениях 1789—1790 гг.» (Ruotsinsalmen taisteluissa 1789–1790 kaatuneiden venäläisten merimiesten muistomerkki): статуя женщины с венками в руках. Постаментом памятнику служит природная скала. Идея воздвигнуть монумент возникла в 1975 году, когда со дна пролива финнами были извлечены и погребены в Котке, у стен православного Николаевского храма, останки моряков с гребного фрегата «Святой Николай», погибшего в начале второго Роченсальмского сражения. Автором памятника, подаренного Россией Финляндии в 1998 году, стал скульптор Михаил Аникушин. Памятник установлен 28 июля 1998 года.
В 1790—1796 гг. построена российская морская крепость Руотсинсальми (Свенсксунд), известная в дореволюционное время под изменённым финским именем Роченсальм (фин. Ruotsinsalmi). Крепость построена по приказу императрицы Екатерины II как часть цепи крепостей в Финском заливе для защиты от шведов. Первым на острове Котка был построен форт «Екатерина». Затем был построен форт «Елизавета» на острове Вариссаари и в 1794 году форт «Слава» на острове Кукоури. В наивысшей точке острова Котка был построен высокий маяк. В западной части острова был построен морской госпиталь, в северной — военный порт. В бухте Сапоканлахти (Sapokanlahti) построен док. Работами руководил принц Карл Генрих Нассау-Зиген, затем работу продолжил французский полковник Жан Август Прево де Люмпен. Крепость Руотсинсальми стала базой российского императорского флота. При крепости был небольшой город, население которого достигало 10 000 человек. По Фридрихсгамскому мирному договору 1809 года Швеция уступила Финляндию России и крепость утратила значение. Гарнизон и флот были перемещены в Свеаборг. Во время Крымской войны в 1855 году англо-французский флот высадил десант на остров Котка и город был сожжён. Уцелела православная церковь Святого Николая, построенная в 1799—1801 гг. и являющаяся в настоящее время старейшим зданием. В 1878 году основан город Котка по указу императора Александра II. Город быстро развивался в 1930-е годы и является важным портом.
С историческими памятниками Котки, относящимися ко времени существования крепости Руотсинсальми, можно ознакомиться на прогулке по туристической «тропе Екатерины II», начинающейся от водного парка Сапокка.